# John Butler
John Charles Wiltshire-Butler (Torrance, 1º aprile 1975) è un musicista australiano.
È il leader della band australiana The John Butler Trio, che ha conquistato in patria due dischi di platino con Three (2001) e Living 2001-2002 (2003).
L'album Sunrise Over Sea (2004) ha debuttato al primo posto nelle classifiche australiane il 15 marzo 2004 e ha raggiunto il disco d'oro ad una settimana dall'uscita.

## Biografia
Nato in California da padre australiano e madre statunitense, si è trasferito con la famiglia in Australia nel 1986, stabilendosi in Western Australia.
John Butler cresce a Pinjarra, Western Australia, e comincia la propria carriera musicale come artista di strada a Fremantle, presso Perth, prima di raggiungere la fama.
I primi due album della sua band (John Butler, 1998; JBT EP, 2000) ebbero un successo discreto, tale da permettergli di crearsi un seguito grazie soprattutto al passaparola. La svolta arriva con l'album Three (2001), contenente i brani Take e Betterman, che vengono trasmessi con frequenza dalla radio alternativa Triple J, e raggiungono buone posizioni nell'annuale classifica Top 100 dell'emittente australiana. 
Seguono apparizioni al Big Day Out e ad altri importanti festival musicali.
Al momento dell'uscita di Sunrise Over Sea (2004), il singolo Zebra era già inserito nelle programmazioni delle radio commerciali.

## Tecnica chitarristica
John suona una Maton 11 corde, senza il Sol l'ottava sopra. Le influenze sono originariamente dalla musica aborigena di matrice vecchio blues e country, anche raga e musica celtica perfezionato con la tecnica dello slide guitar in accordature aperte Open C od Open G.
Si ispira a Debashish Bhattacharya.
Gli arrangiamenti di Ocean e Mist sono vicini alla pizzica salentina.

## Discografia

### Da solista
Album in studio
- 1998 - John Butler
- 2024 - Still Searching

EP
- 1996 - Searching for Heritage

Live
- 2008 - One Small Step
- 2023 - John Butler: Live in Paris